# Kelamangalam
Kelamangalam (o Kelamnagalam) è una suddivisione dell'India, classificata come town panchayat, di 10.994 abitanti, situata nel distretto di Krishnagiri, nello stato federato del Tamil Nadu. In base al numero di abitanti la città rientra nella classe IV (da 10.000 a 19.999 persone).

## Geografia fisica
La città è situata a 12° 35' 60 N e 77° 50' 60 E e ha un'altitudine di 809 m s.l.m..

## Società

### Evoluzione demografica
Al censimento del 2001 la popolazione di Kelamangalam assommava a 10.994 persone, delle quali 5.655 maschi e 5.339 femmine. I bambini di età inferiore o uguale ai sei anni assommavano a 1.619, dei quali 877 maschi e 742 femmine. Infine, coloro che erano in grado di saper almeno leggere e scrivere erano 6.729, dei quali 3.810 maschi e 2.919 femmine.